# Marcha del Orgullo LGBT de Arequipa
La Marcha del Orgullo LGBT de Arequipa es una manifestación que se realiza anualmente en la ciudad peruana de Arequipa, en el marco del Día Internacional del Orgullo LGTBIQ+, para conmemorar la lucha por los derechos de la diversidad sexual. Es el principal acto público de la comunidad LGBTIQ+ de Arequipa.
Cada año, la marcha inicia a la altura del parque Mayta Capac en el distrito de Miraflores y recorre parte de la avenida San Martín, luego continúa por la avenida La Paz, seguido por la avenida Siglo XX, Plaza España, Calle Peral, Calle Perú, Calle San Camilo, Calle Pierola, Calle Santo Domingo y finaliza en la Plaza de Armas de Arequipa es un recorrido con una extensión de alrededor de dos kilómetros y medio. Tras la llegada al punto final, tiene lugar la Noche Cultural por la Igualdad, en que se presentan diversos espectáculos artísticos. Durante la marcha participan carrozas alegóricas y tienen lugar shows musicales, artísticos, batucadas y bailes. Adicionalmente, cada edición cuenta con una temática distinta relacionada al respeto y a los derechos de la población LGBT.
La concurrencia ha ido creciendo de forma paulatina a lo largo de los años y en la actualidad, además de los asistentes locales, recibe participantes de otras ciudades. La edición del 2022 reunió a más de cuatro mil personas y en 2023, los organizadores reportaron una asistencia de seis mil personas aproximadamente.

## Historia

### Antecedentes
El activismo LGTBIQ+ en Arequipa tiene sus raíces en los primeros casos de VIH en el país. En Perú, el primer caso de VIH se registró en 1980, mientras que en Arequipa se detectó el virus en 1985. Este contexto sanitario impulsó el surgimiento del activismo, que en Arequipa se manifestó de manera a partir de 1990 con la fundación del Movimiento Integral de Homosexuales en Arequipa (MHOA), fundado por Félix Luna y Moisés Luna. Durante esa época, el incremento de casos de VIH impactó profundamente en la comunidad, provocando la pérdida de varios activistas: Félix Luna, presidente del MHOA, seguido por la muerte de otros tres miembros clave, incluidos el vicepresidente y el tesorero. De los 17 activistas originales, solo dos sobrevivieron, evidenciando la gravedad de la epidemia y la falta de tratamientos gratuitos en aquel entonces. Ante esta crisis, Tino Begazo asumió el liderazgo del activismo LGBT en Arequipa. Paralelamente, a nivel mundial y en Latinoamérica, el movimiento LGTBIQ+ cobró mayor fuerza, y en Arequipa se inició la tradición de las marchas del orgullo.
La primera organización en convocar la Marcha del Orgullo LGBT en Arequipa fue "Lazos sin Fronteras" en el año 2008 a través de los activistas Juan Freddy Cahuana Ramos y Emilio Papirulo, marcando el inicio de esta manifestación que busca visibilizar y celebrar la diversidad, así como reivindicar los derechos de la comunidad LGBT.
En 2008, la gestión del alcalde provincial Simón Balbuena Marroquín, impidió el ingreso de carros alegóricos de la Marcha del orgullo LGBT a la plaza de Armas de Arequipa, sin embargo los manifestantes continuaron e ingresaron a dicha plaza sin carros alegóricos.
En 2015, la coordinación para la Marcha del orgullo LGBT, en Arequipa, se da a través de la formación del Colectivo Marcha del Orgullo LGTBIQ Arequipa, formado por varias organizaciones y colectivos LGTBIQ+ de dicha ciudad, entre ellas el Movimiento Lesbia, la Red LGTB, AURA y La Red Trans.

## Organización
En 2008, la primera Marcha del Orgullo LGBT de Arequipa, se realizó el jueves 26 de junio, fue impulsada por la asociación civil Lazos sin Fronteras y Fashion Promotora, a través de los activistas Juan Freddy Cahuana Ramos, Emilio Papirulo y José Alfredo Cruz. Esta manifestación conglomero alrededor de 300 a 500 personas, marcando el inicio de esta manifestación que busca visibilizar y celebrar la diversidad, así como reivindicar los derechos de la comunidad LGBT.
La Marcha del Orgullo LGBT de Arequipa está impulsada por el Colectivo Marcha del Orgullo LGTBIQ Arequipa, que alberga las siguientes organizaciones, colectivos,, asociaciones y proyectos que trabajan con la comunidad LGBT y/o luchan por los derechos humanos (feministas, contra el racismo, refugiados) de la ciudad de Arequipa, los cuales son Movimiento Lesbia Perú, Red LGTB Arequipa, Féminas Arequipa, Disruptivxs, AURA, Fraternidad Trans Masculina, Red Trans Arequipa, Juventud Positiva y Amnistía Internacional.

## Temas abordados en las ediciones
| Marcha | Fecha | Lema                                         | Ref.   |
| ------ | ----- | -------------------------------------------- | ------ |
| XV     | 2024  | "Marikas en Resistencia contra la diKtadura! | [ 3 ]  |
| XIV    | 2023  | "Unidxs en Orgullo"                          | [ 8 ]  |
| XIII   | 2022  | "Por Orgullo e Igualdad, ESI Prioridad"      | [ 17 ] |
| -      | 2021  | Plantón "Por el día del orgullo LGTBIQ"      |        |
| -      | 2020  | No hubo marcha por motivos de la COVID 19    |        |
| XII    | 2019  | "Rumbo a la Ordenanza de no discriminación"  | [ 18 ] |
| XI     | 2018  | "Hoy y siempre mi existencia es mi lucha"    | [ 19 ] |
| X      | 2017  | "10 años de Orgullo, Libertad y Lucha"       |        |
| IX     | 2016  | "Haz sonar tu orgullo"                       |        |
| VIII   | 2015  | "Vive, besa, marcha y hazlo con orgullo"     | [ 12 ] |
| VII    | 2014  | "Marcha Dignidad"                            |        |
| VI     | 2013  | "Con orgullo y derechos LGTB"                | [ 20 ] |
| V      | 2012  | "Junt@s por la inclusión y la igualdad"      |        |
| IV     | 2011  | "Arequipa con orgullo GLTB"                  |        |
| III    | 2010  |                                              |        |
| II     | 2009  |                                              |        |
| I      | 2008  | "Con Orgullo 2008"                           | [ 13 ] |